# Eastbourne

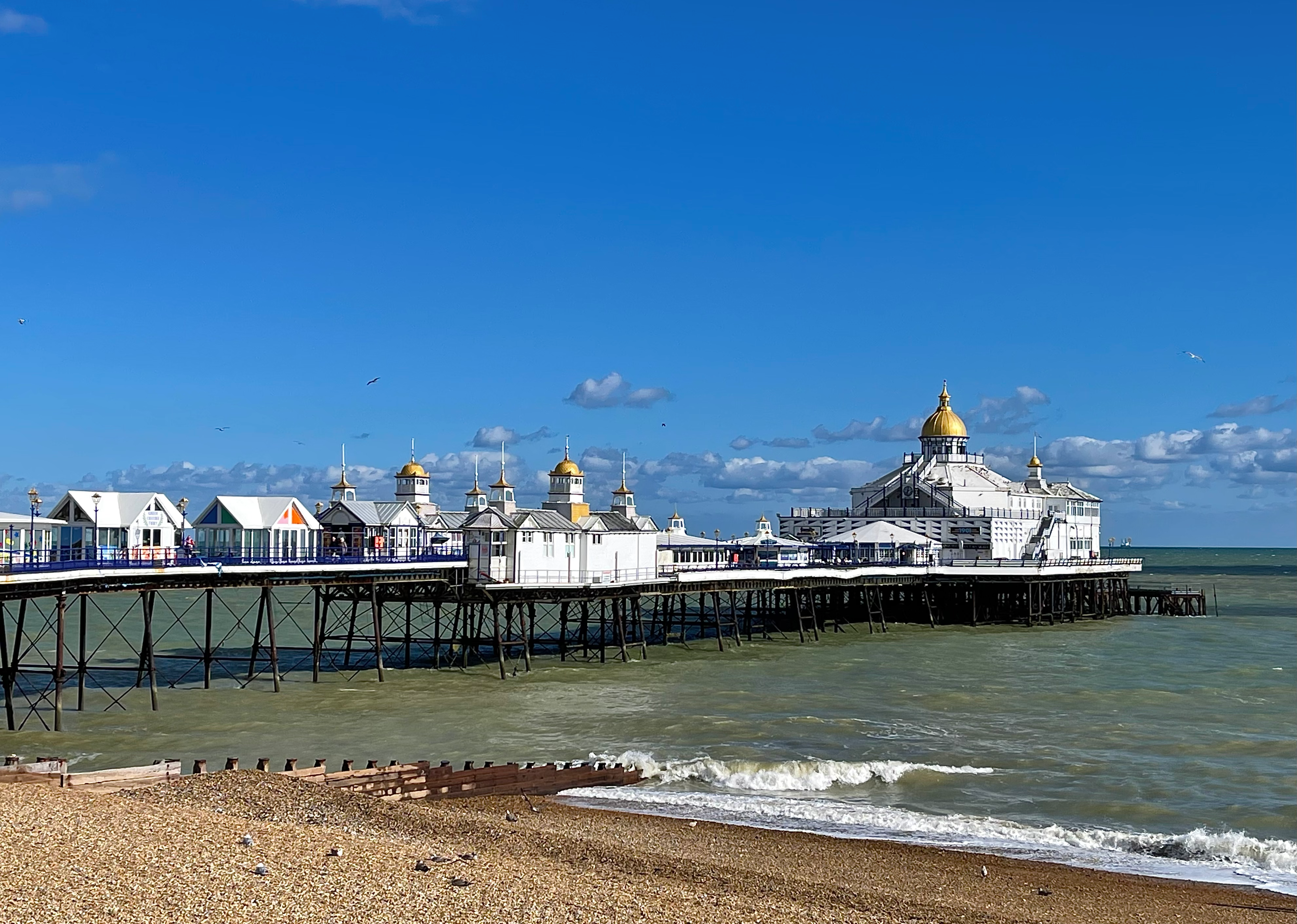

Eastbourne este un oraș și un district ne-metropolitan situat în Regatul Unit, în comitatul East Sussex, regiunea South East, Anglia. Districtul are o populație de 97.463 locuitori, dintre care 93.630 locuiesc în orașul propriu zis Eastbourne.

## Personalități
- John Bodkin Adams
- Aleister Crowley
- Theresa May